# Wermiszel

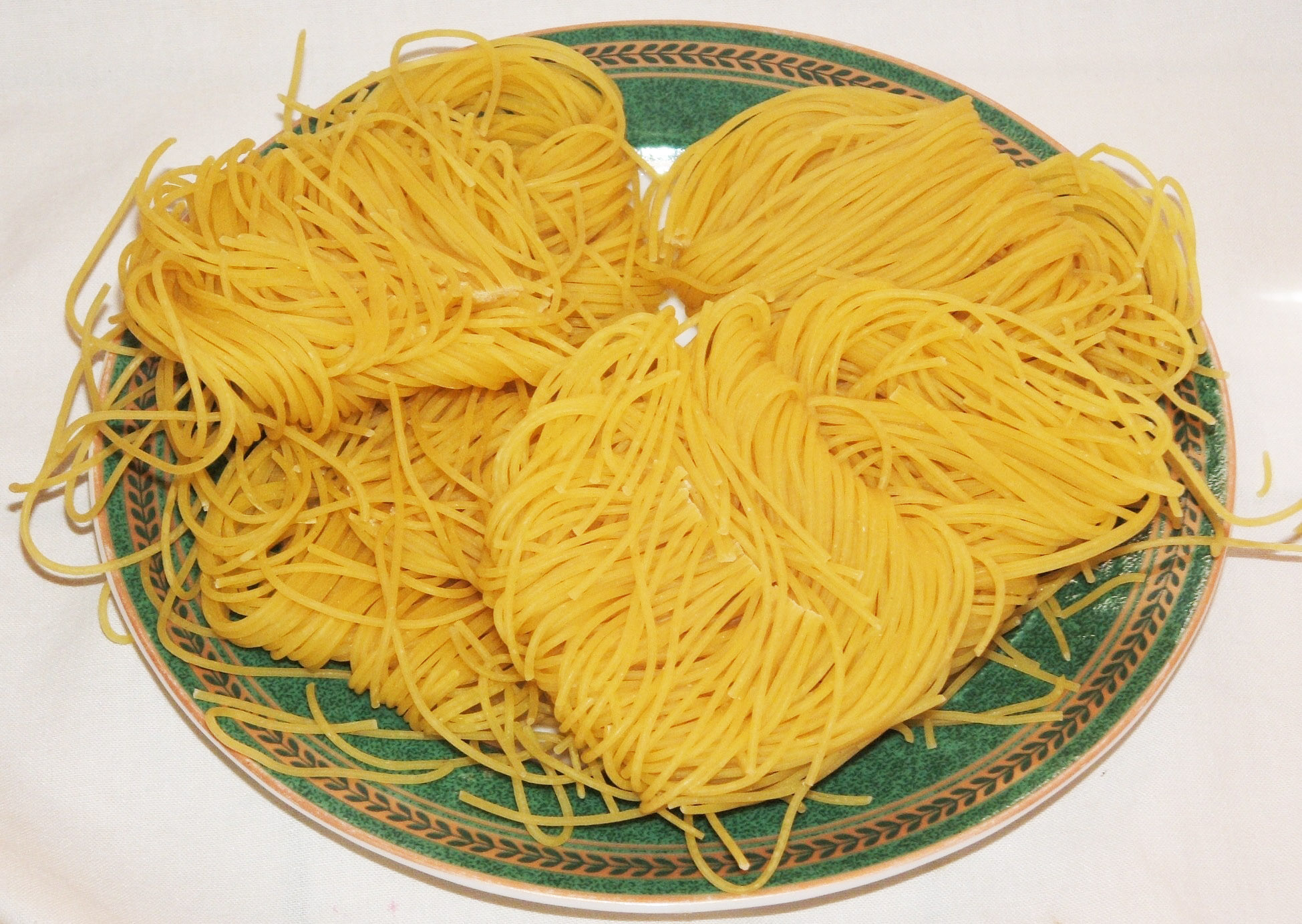
Włoskie vermicelli

Wermiszel (wł. vermicelli) we Włoszech jest suchym, cienkim i długim makaronem z pszenicy durum o okrągłym przekroju i nieco większej średnicy niż spaghetti. Jeśli średnica jest mniejsza, makaron określa się jako vermicellini.

## Historia
Nazwa (w pisowni vermishelsh) pojawia się w dwunastowiecznych komentarzach Rasziego (francuskiego rabina) do Talmudu babilońskiego - co sugeruje włoskie pochodzenie makaronu. Jest to jeden z najstarszych kształtów makaronów, według niektórych wywodzi się z okolic Neapolu, a według relacji Barnaby da Reatinisa z 1338 roku znany był w ówczesnych północnych Włoszech. Termin wermiszel pojawia się również jako vermiculi, w Liber de Coquina - książce kucharskiej opracowanej przez nieznanego autora z obszaru neapolitańskiego między XIII a XIV wiekiem.

## W innych językach
Określenie to przyjęło się w innych językach, chociaż makaron ten jest odmiennie definiowany niż w języku włoskim. W języku angielskim, niderlandzkim,  hiszpańskim oraz francuskim jak również polskim wermiszel to makaron o wyjątkowo cienkim okrągłym przekroju (mniejszej średnicy niż spaghetti). W Polsce zwany również jako nitki.   Nazwa jest używana również do opisu azjatyckich odmian makaronów - także sojowych i ryżowych.